# American Airlines

Rara immagine del carico di un Douglas DC 3F.

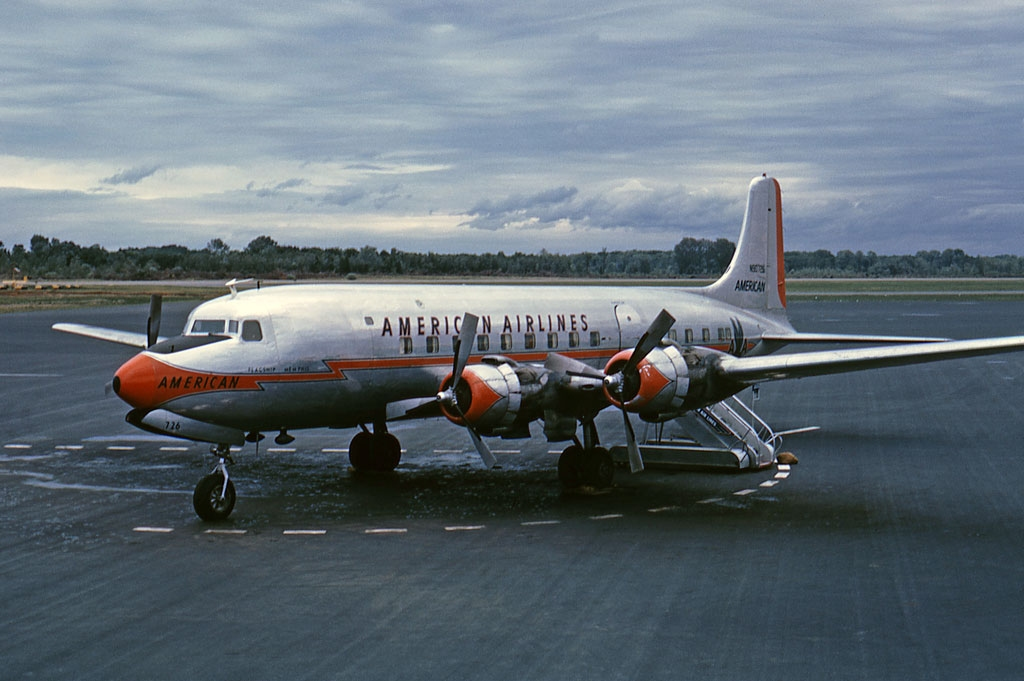
Un Douglas DC-6.

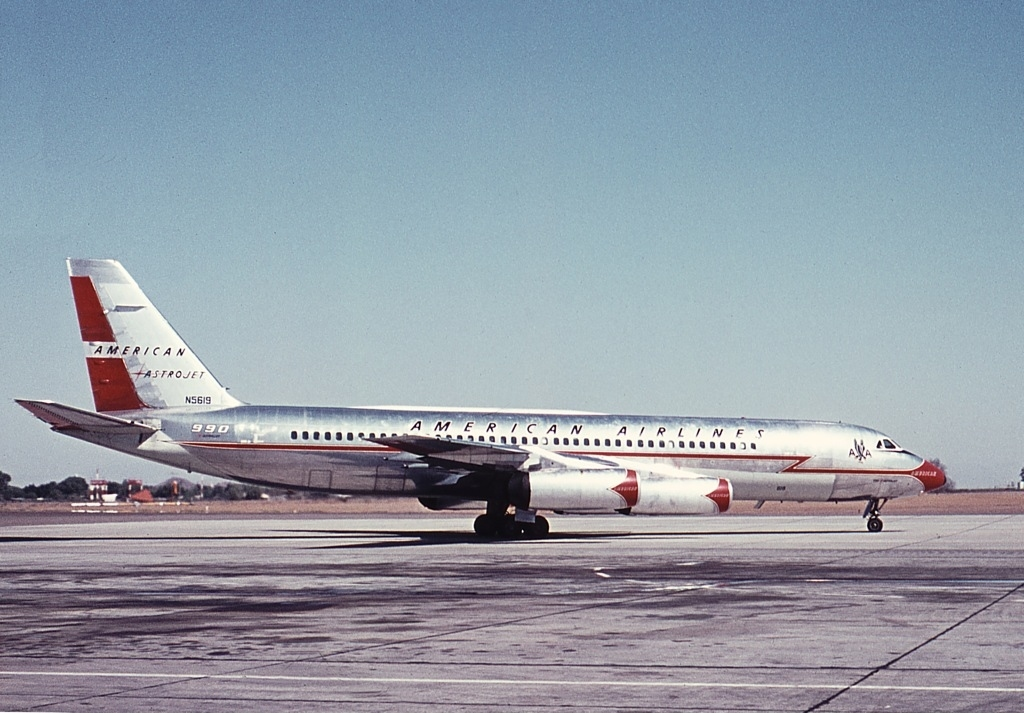
Un Convair 990.

BAe.111 in sosta nell'aeroporto di Oneida County.

Un Boeing 707/320 dopo un volo charter nell'aeroporto di Tonga Tango.

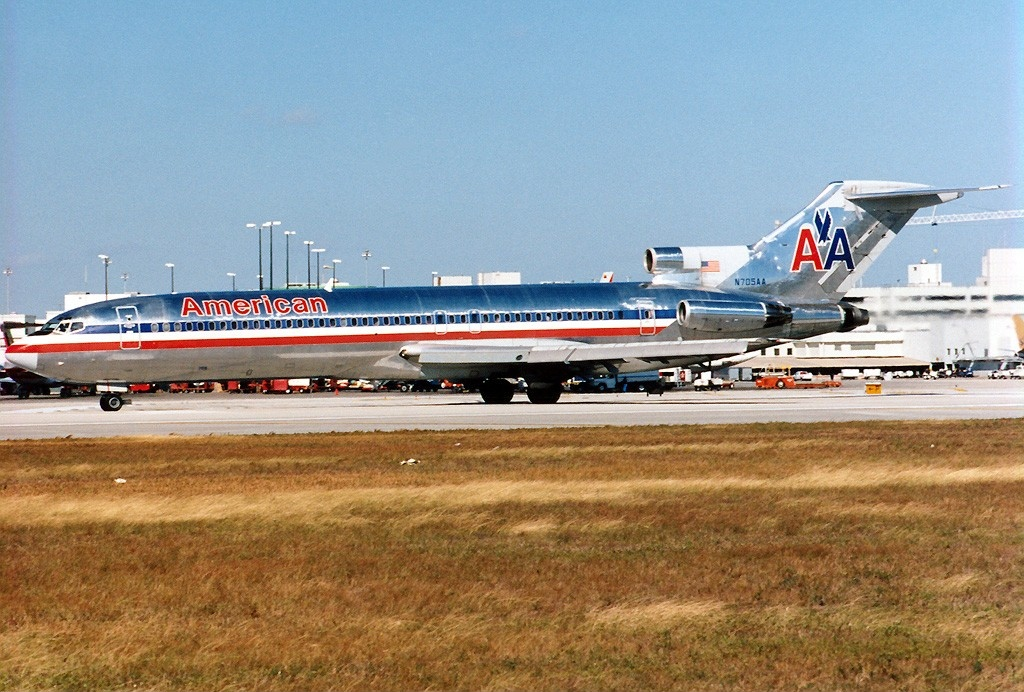
Un Boeing 727-200.

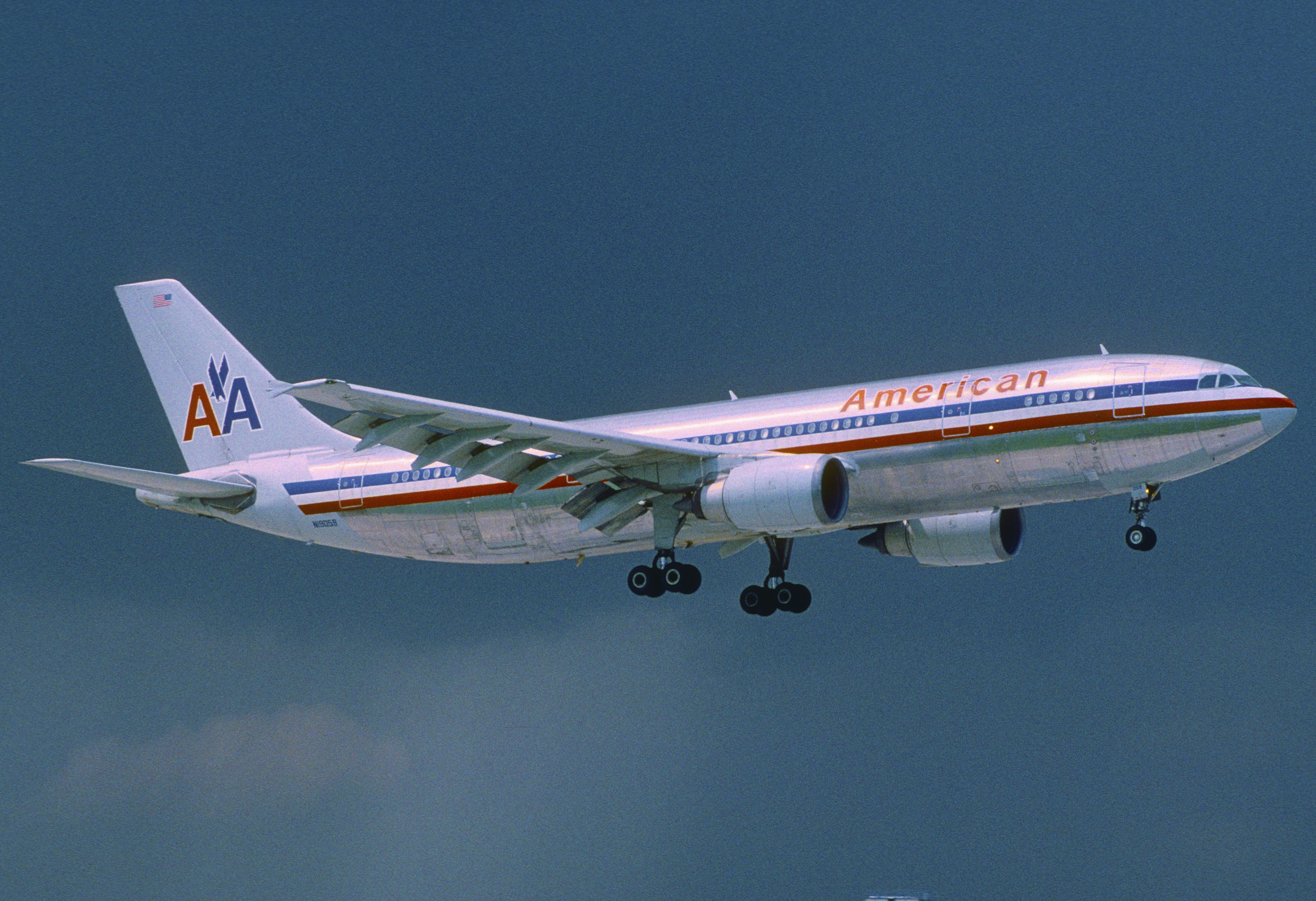
Un Airbus A300-600R.

Un Boeing 757 durante le prove "forzate" dei motori Rolls-Royce nell'aeroporto di Eastleigh.

Il primo MD.11 ripreso durante le prove di messa a punto prima della consegna.

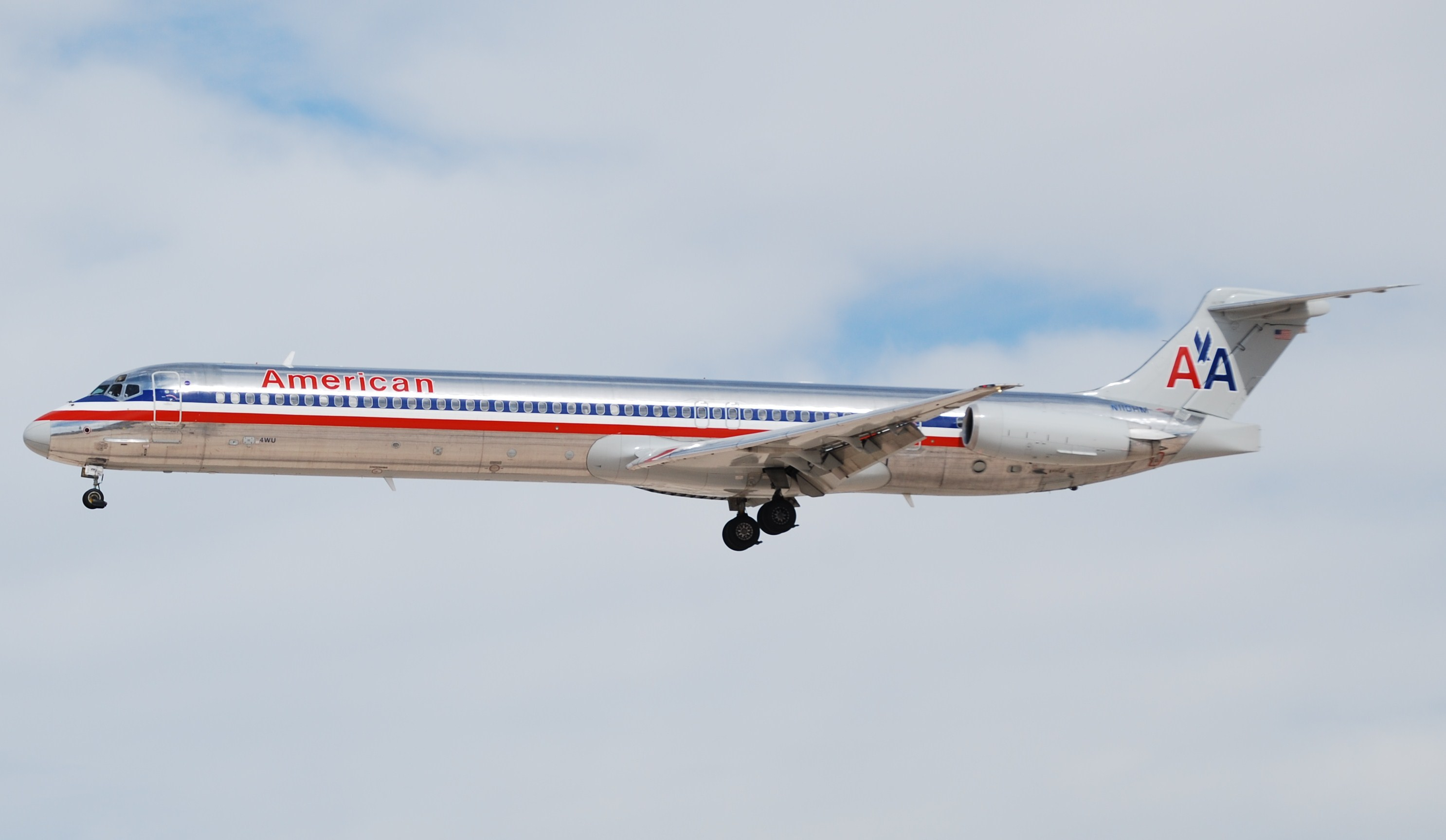
Un McDonnell Douglas MD-83.

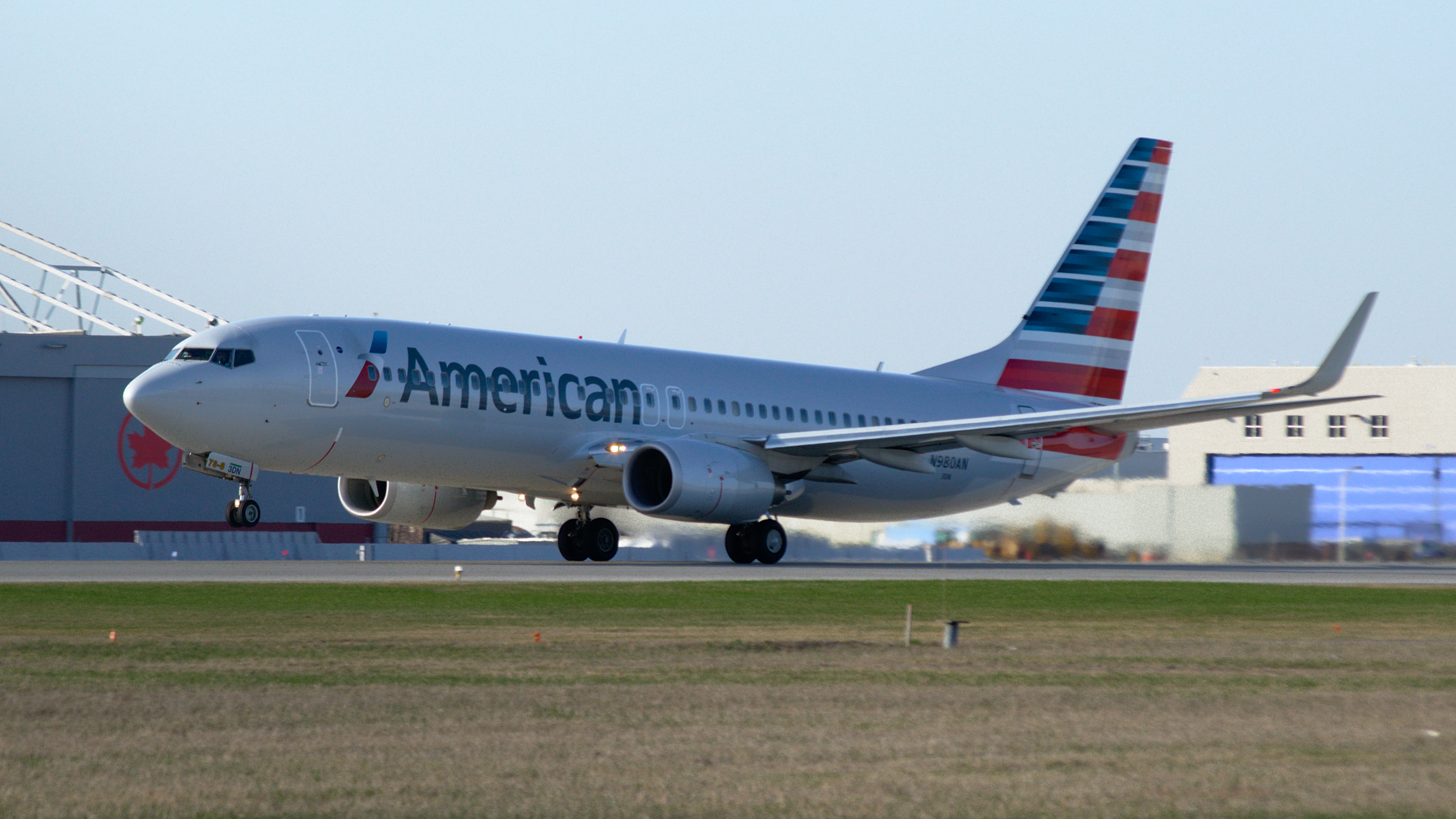
La nuova livrea American su un Boeing 737-800 nell'aeroporto di Montréal

American Airlines è una compagnia aerea maggiore statunitense di proprietà di American Airlines Group, la più grande compagnia aerea al mondo in termini di passeggeri e numero di aerei. Ha sede a Fort Worth,Texas.
American Airlines effettua voli di linea in tutto il mondo, dal Nord America ai Caraibi, Centro America, Sud America, Oceania, Europa e Asia. Oltre al suo hub principale di Dallas/Fort Worth, American opera su 9 altri hub incluso New York-John F. Kennedy, New York La Guardia, Los Angeles, Miami, Chicago-O'Hare, Charlotte, Filadelfia, Phoenix, e Washington-Reagan. La sua base di manutenzione principale si trova all'Aeroporto Internazionale di Tulsa.
American Airlines è stato membro fondatore dell'alleanza Oneworld, dell'alleanza transatlantica con British Airways, Iberia e Finnair, dove coordina tariffe e servizi, e dell'alleanza transpacifica con Japan Airlines. La sussidiaria compagnia aerea regionale Envoy (ex-American Eagle Airlines) opera i servizi regionali in collaborazione con SkyWest Airlines ed ExpressJet Airways. I voli operati da Chautauqua Airlines per American Airlines vengono operati con il marchio American Connection.
AMR Corporation ha presentato il Chapter 11 della legge fallimentare nel novembre 2011. e nel febbraio 2013 ha annunciato l'intenzione di fondersi con US Airways, insieme creerebbero la più grande compagnia aerea del mondo. American Airlines e US Airways hanno iniziato la fusione il 9 dicembre 2013 e l'hanno completata con l'ultimo volo a marchio US Airways effettuato il 17 ottobre 2015. La nuova holding American Airlines Group, Inc. è quotata al NASDAQ dal 9 dicembre 2013, giorno di inizio del processo di fusione. La nuova compagnia aerea porta il nome e il marchio American Airlines e ha mantenuto gli hub di US Airways quali Charlotte, Filadelfia e Phoenix per almeno cinque anni in seguito ad un accordo con il Dipartimento di Giustizia statunitense e diversi procuratori di Stato.

## Storia

### Gli inizi
American Airways nacque da una fusione di 82 piccole compagnie aeree attraverso una serie di acquisizioni avvenuta nel 1930 e riorganizzazioni: inizialmente, American Airways era un marchio comune utilizzato da un certo numero di vettori indipendenti. Tra queste, Southern Air Transport in Texas, Southern Air Fast Express (SAFE), negli Stati Uniti occidentali, Universal Aviation negli Stati Uniti medio occidentali (che operava linee aeree e ferroviarie transcontinentali), Thompson Aeronautical Services (che operava la rotta Detroit-Cleveland dall'inizio del 1929) e Colonial Air Transport nel Nord-Est del Paese. Come molti vettori del periodo, American ha guadagnato importanza trasportando posta negli Stati Uniti.
Nel 1934 l'American Airways Company fu acquisita da Errett Lobban Cord, che la ribattezzò in "American Air Lines". L. E. Cord assunse l'imprenditore texano Cyrus Rowlett Smith per guidare la società. Smith lavorò con Donald Douglas per sviluppare il Douglas DC-3, aereo per il quale American Airlines fu cliente di lancio nel 1936. Con il Douglas DC- 3 American fu la prima compagnia aerea ad essere in grado trarre guadagno e profitto esclusivamente con il trasporto passeggeri in quanto le altre compagnie statunitensi non guadagnavano se non trasportando la posta. American cominciò a chiamare i Douglas DC-3 "ammiragli" della flotta, istituendo così l'Admirals Club per i clienti più fedeli.
American Airlines fu la prima a collaborare con Fiorello LaGuardia per la costruzione di un aeroporto a New York divenendo proprietaria della prima lounge aeroportuale al mondo nel nuovo Aeroporto Fiorello LaGuardia, chiamandola Admirals Club. Inizialmente vi si poteva entrare solo su invito, ma per problemi di discriminazione la lounge divenne accessibile a tutti previo pagamento. Successivamente anche altre compagnie aeree istituirono le lounge.

### Il dopoguerra
Dopo la seconda guerra mondiale American Airlines acquistò American Export Airlines, rinominandola in American Overseas Airways (AOA), compagnia dedicata a servire i voli transatlantici per l'Europa. AOA venne venduta a Pan Am nel 1950. American Airlines fondò un'altra filiale, la Líneas Aéreas Americanas de Mexico SA, per i voli in Messico, dove ci costruì diversi aeroporti.
Nell'agosto del 1940 American operava voli di linea verso 44 aeroporti, nell'agosto del 1953 verso 66 aeroporti che calarono a 47 nel mese di aprile 1968 per aumentare a 68 nel novembre 1978.
Nel 1951 American Airlines fornì la pubblicità e gli aeromobili gratuitamente per le riprese del film Le vie del cielo. 
Fino a quando Capital non confluì in United, nel 1961, American Airlines era la più grande compagnia aerea americana e la seconda del mondo, dopo Aeroflot.
American Airlines ordinò inizialmente i de Havilland DH.106 Comet, ma gli ordini vennero annullati quando si scoprì che avevano vari difetti di progettazione. La compagnia introdusse i jet intercontinentali con i Boeing 707 il 25 gennaio 1959. Con i suoi 707 American iniziò i voli senza scali transcontinentali, continuando a servire le città dove precedentemente veniva fatto utilizzando i più piccoli Convair 990 e Lockheed L-188 Electra. American investì 440 milioni di dollari in avioprogetti fino al 1962, lanciando il primo sistema elettronico di prenotazione, Sabre, in collaborazione con IBM e costruendo un terminal all Aeroporto Idlewild di New York (l'attuale JFK), che divenne lo scalo principale della compagnia aerea.
Massimo Vignelli progettò il nuovo logo di American Airlines, la scritta AA con l'aquila nel 1967. Vignelli presentò il logo ad Henry Dreyfuss, l'allora consulente per il design di AA. La compagnia adottò il logo che rimase in uso per più di 45 anni, fino al 17 gennaio 2013.
Nel 1970 American Airlines operava voli da Saint Louis, Chicago e New York a Honolulu, Sydney e Auckland effettuando scalo nelle Samoa americane, a Nadi e nelle Figi.
Nel 1971, American acquisì Trans Caribbean Airways portando così i ricavi annui per passeggeri trasportati al miglio a 20.871 milioni di dollari.
Il 30 marzo 1973 American divenne la prima grande compagnia aerea ad avere una donna-pilota: Bonnie Tiburzi fu certificata per pilotare i Boeing 727. American Airlines fu innovativa anche in altri aspetti, avviando molte dei principali servizi nel commercio dei voli di linea ancora in uso, tra questi i sistemi informatici di prenotazioni, i programmi fedeltà frequent flyer e tassi salariali suddivise in due livelli.
American Airlines, fino al 1984, ebbe anche una filiale cargo chiamata American Freighter, che in flotta aveva solo Boeing 707 e Boeing 747 adibiti esclusivamente al trasporto merci, spessi aerei che precedentemente avevano operato per il trasporto passeggeri e poi passati al cargo.

### Il futuro e i nuovi ordini
Nel gennaio 2002 acquisì la TWA.
Dopo una flessione, avuta per gli attentati dell'11 settembre 2001 (due dei quattro aerei dirottati furono proprio della compagnia stessa) e la crisi economica che ha colpito gli Stati Uniti nel 2008, American Airlines decise di investire procedendo al più grande ordine di aeromobili della storia dell'aviazione civile: nel luglio 2011 furono ordinati e opzionati 460 aeromobili tra Boeing 787, Boeing 737 e Airbus A320neo. 
Questo investimento era stato pensato per una politica di risparmio energetico ed economico, derivante soprattutto dal continuo rincaro del petrolio. L'investimento fu da 38 miliardi di dollari e gli aeromobili sostituirono i Boeing 767 e gli MD80; la loro consegna era prevista tra il 2013 ed il 2022. Con questo ordine, si prevedeva che nel 2017 American Airlines sarebbe divenuta la compagnia aerea con la più grande flotta al mondo e la più giovane.
In quest'ottica, American Airlines aveva già siglato una partnership con Boeing per l'avvio del programma EcoDemonstrator che permetterà agli ingegneri e scienziati delle due compagnie, tramite test e dimostrazioni, di sviluppare nuovi modelli di aerei e procedure di volo che permettano un ulteriore risparmio di carburante, garantendo un minor impatto sull'ambiente, una migliore esperienza di volo ai passeggeri oltre al risparmio economico in termini di barili di petrolio.
Il 17 agosto 2022 American Airlines e Boom Supersonic hanno siglato un accordo per l'acquisto di 20 più ulteriori 40 Ouverture, velivoli lunghi 65 metri, capaci di dimezzare i tempi di volo e di trasportare 65-80 passeggeri con un'autonomia di 6.800 km.

### La nuova identità visiva
Il 17 gennaio 2013 American ha presentato la sua nuova identità visiva, che riguardava soprattutto il logo aziendale e la livrea dei propri aeromobili. Per annunciare l'occasione è stato scelto anche un nuovo motto: The New American is arriving (tradotto: "La nuova American sta arrivando").
Il logo, realizzato dall'agenzia di comunicazione FutureBrand di New York, rappresenta un'aquila stilizzata che riporta i tre colori simbolo degli States (rosso, bianco e blu). La livrea degli aerei è a sua volta cambiata: per la prima volta nella storia gli aerei della American presentano la fusoliera completamente verniciata, mentre in precedenza era la sola compagnia aerea al mondo a non dipingere i propri aerei, lasciando la lamiera nuda che prendeva - in virtù del materiale di acciaio e simili - un colore argentato e specchiato. I nuovi aerei, composti in materiali leggeri e compositi — ad esempio il carbonio — non avrebbero potuto avere lo stesso aspetto e così American ha scelto il colore grigio chiaro leggermente satinato. Sulla fusoliera campeggia la scritta in grigio cenere American. Il vecchio logo, che riportava la doppia A e un'aquila, stampato sui timoni degli aerei, era stata ideata dal designer italiano Massimo Vignelli, il quale non ha apprezzato la scelta del cambio di logo della compagnia statunitense dopo 44 anni.

## Programma frequent flyer

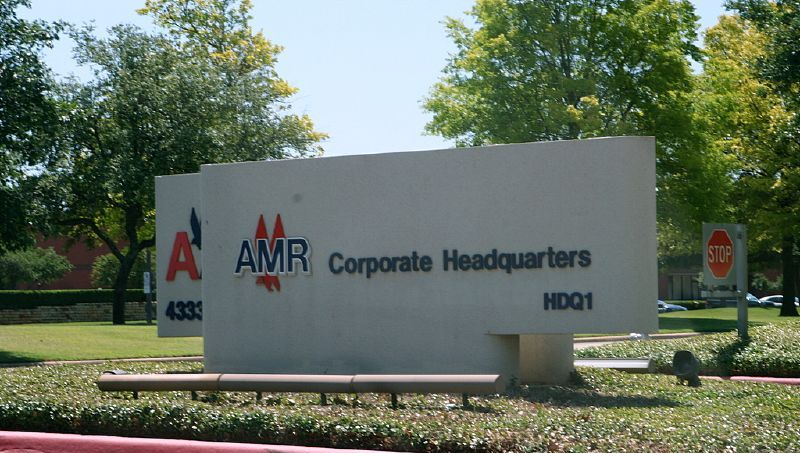
La sede di American Airlines e AMR Corporation

L'AAdvantage è il programma di fidelizzazione della American Airlines.
American Airlines ha inoltre siglato accordi con altre compagnie per il reciproco riconoscimento e guadagno/utilizzo di miglia per i propri viaggiatori più frequenti (tra queste compagnie aeree figurano tutti i soci dell'alleanza oneworld). Benché British Airways sia una dei soci dell'alleanza, i viaggiatori che fanno parte del suo programma di fidelizzazione (Executive Club) non possono guadagnare miglia quando viaggino su voli transatlantici operati dall'American Airlines tra il Regno Unito e gli Stati Uniti, ma solamente quando viaggino su voli di American Airlines all'interno degli Stati Uniti. Lo stesso principio viene applicato da American Airlines: i soci del programma di fidelizzazione AAdvantage non guadagnano miglia quando viaggino sulla tratta Regno Unito-Stati Uniti su voli British Airways. Poiché l'origine di questa restrizione risale alla disputa sulle quote di mercato AA-BA tra gli Stati Uniti ed il Regno Unito, non viene applicata ai voli transatlantici operati da British Airways tra il Regno Unito e qualsiasi aeroporti al di fuori degli Stati Uniti.

## Destinazioni

### Accordi commerciali

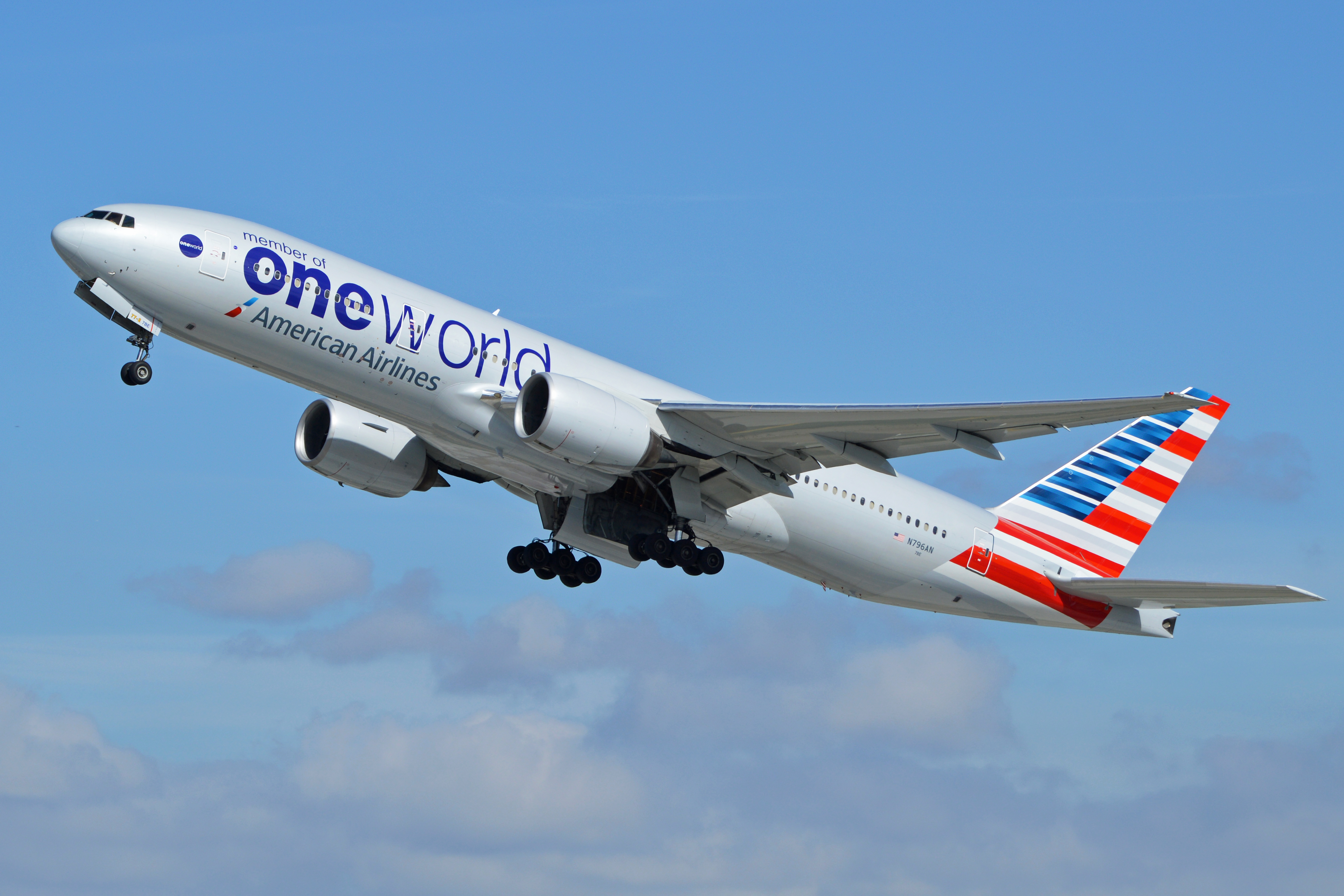
Un Boeing 777-200ER in livrea Oneworld.

Al 2021 American Airlines ha accordi di codeshare con le seguenti compagnie:
- Air Tahiti Nui
- Alaska Airlines
- British Airways
- Cape Air
- Cathay Pacific
- China Southern Airlines
- Etihad Airways
- Fiji Airways
- Finnair
- Gol Transportes Aéreos
- Hawaiian Airlines
- Iberia
- Interjet
- Japan Airlines
- JetBlue Airways[45]
- Malaysia Airlines
- Qantas
- Qatar Airways
- Royal Air Maroc
- Royal Jordanian
- S7 Airlines
- Seaborne Airlines
- SriLankan Airlines

### Alleanze
Il 1º febbraio 1999 American Airlines è entrata a far parte di Oneworld.

### Joint venture
- British Airways[47]
- Finnair[47]
- Iberia[47]
- Japan Airlines[48]
- Qantas[49]

## Flotta

### Flotta attuale

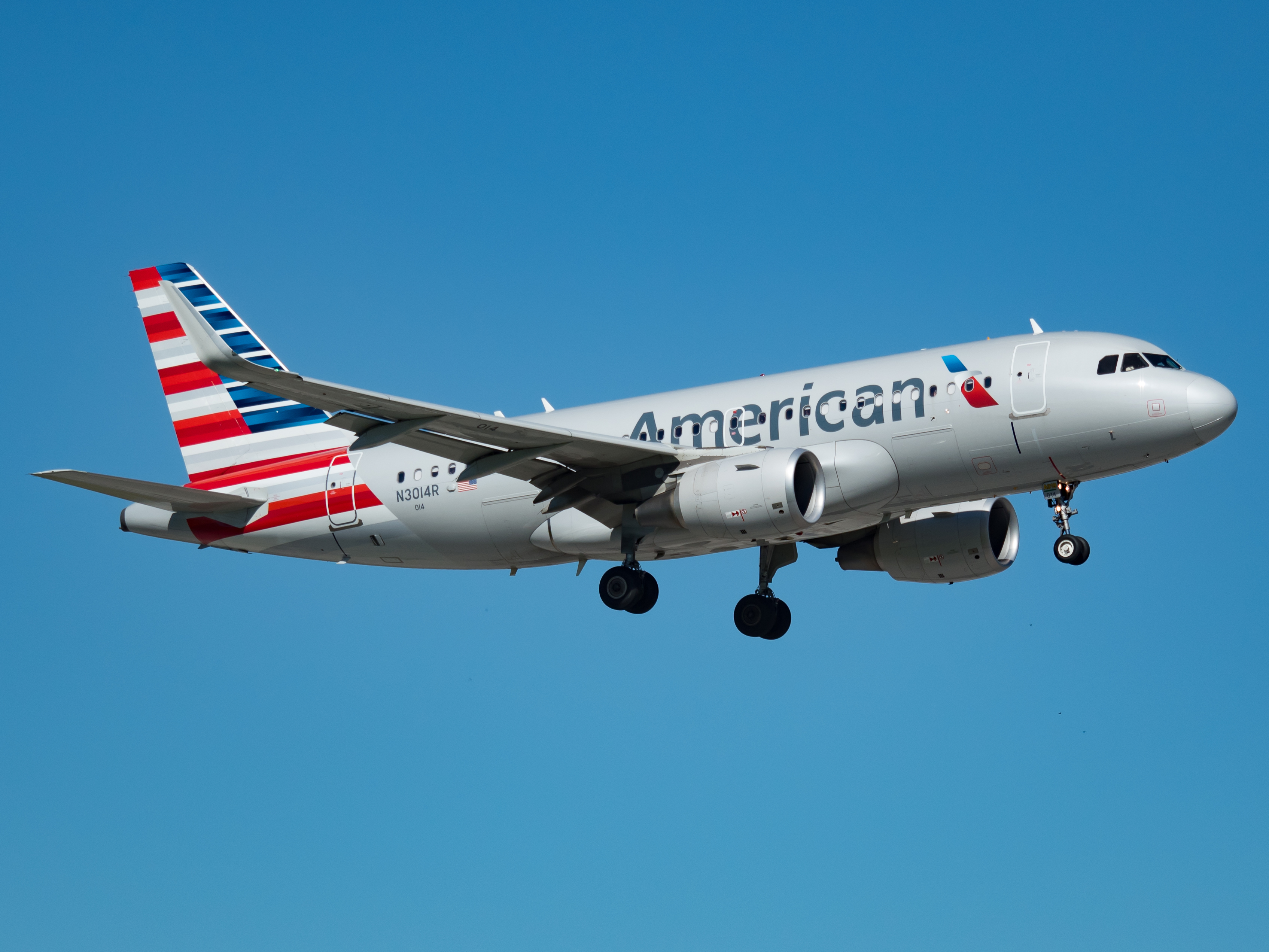
Un Airbus A319-100.

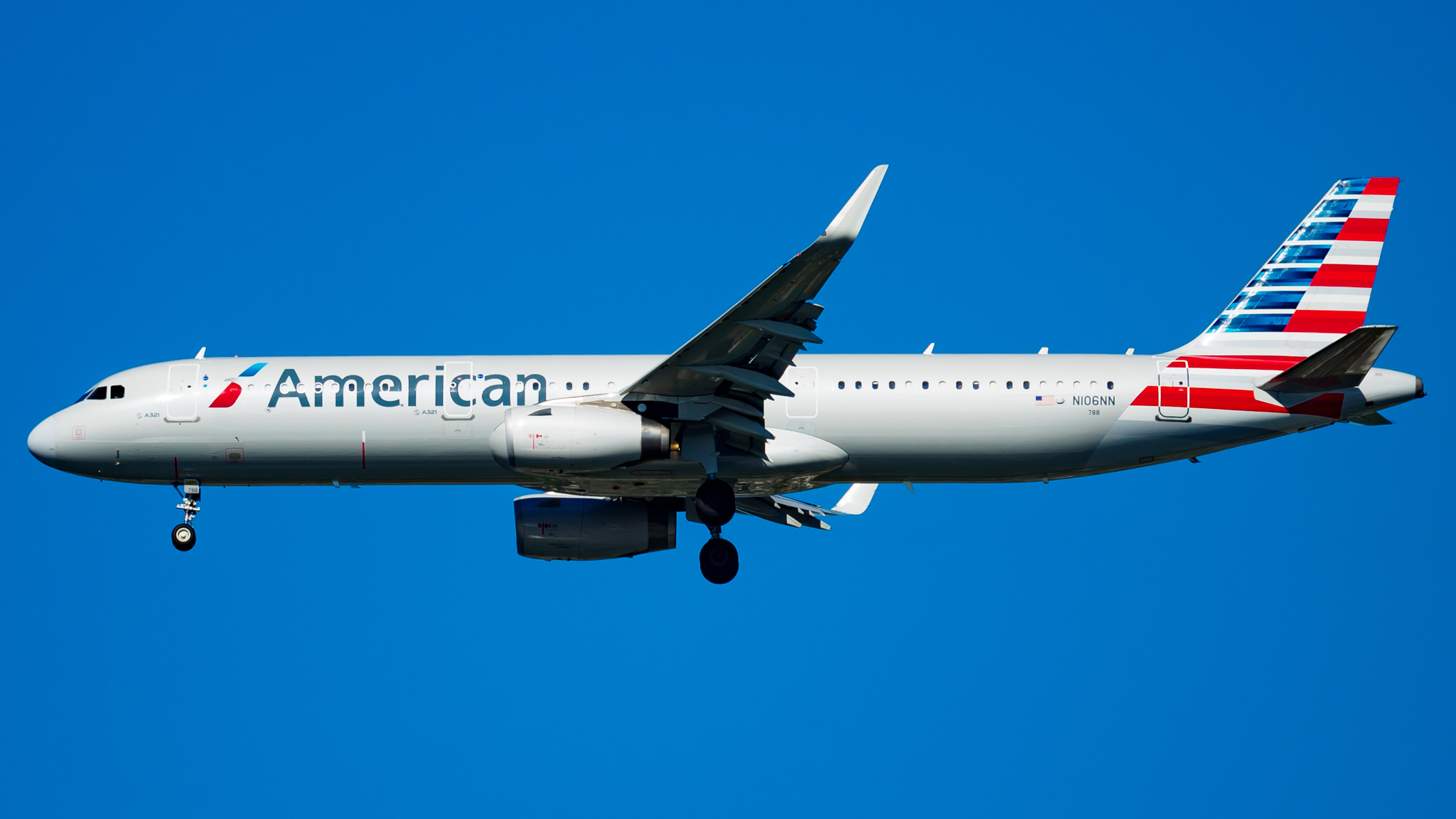
Un Airbus A321-200.

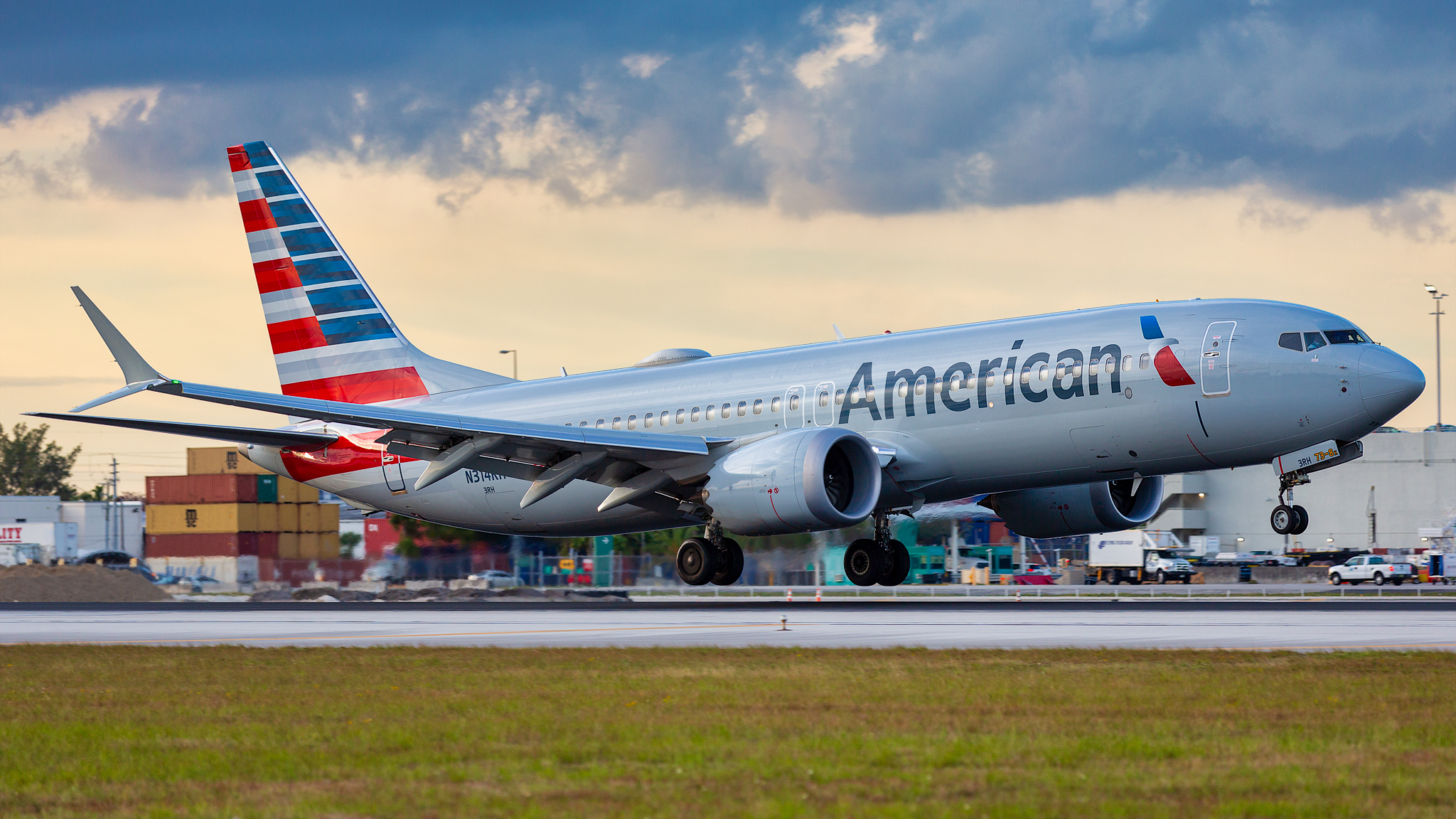
Un Boeing 737 MAX 8.

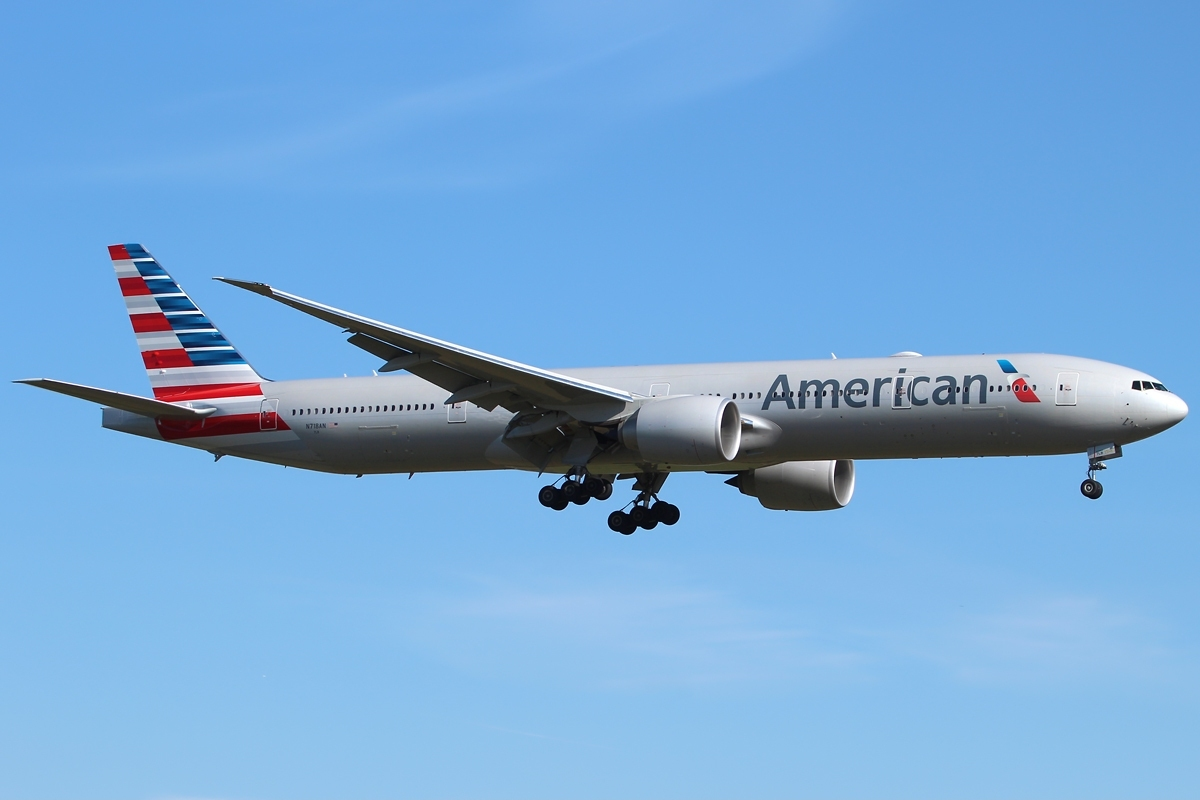
Un Boeing 777-300ER.

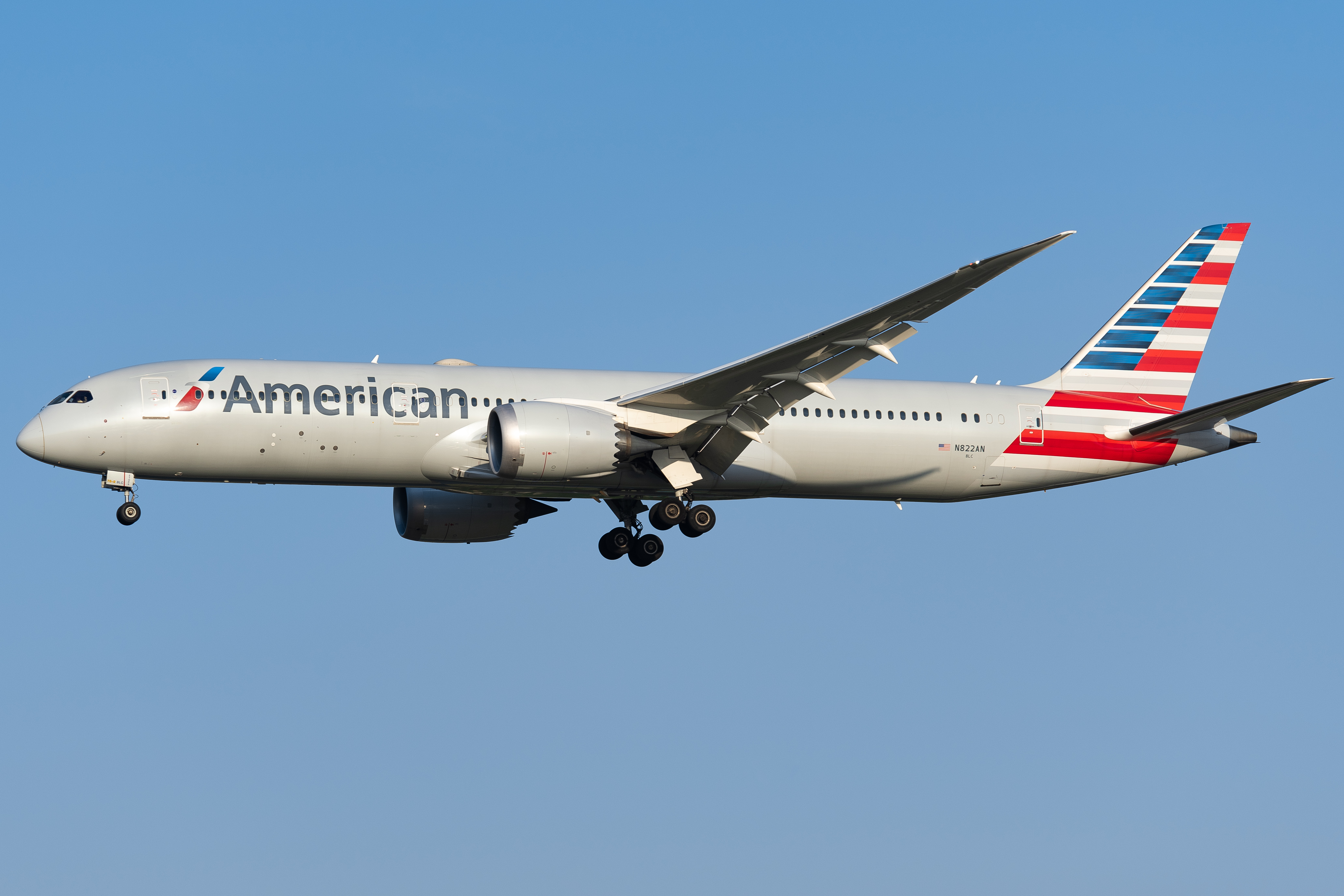
Un Boeing 787-9.

Ad ottobre 2024 la flotta di American Airlines è così composta:

### Flotta storica
Nel corso degli anni, American Airlines ha operato con i seguenti modelli di aeromobili:

## Controversie

### AAirpass a vita
Nel 1981 American Airlines, in disperata ricerca di profitti, ideò un biglietto che permetteva di viaggiare senza limiti per tutta la vita, al costo iniziale di $250.000 (oggi $705.140,26). Tuttavia, questa strategia si rivelò un'arma a doppio taglio, che causò perdite per oltre $1.000.000 per ciascun passeggero con questo titolo, vista l'alta frequenza di prenotazioni su varie rotte, in particolar modo per Londra-Heathrow o per voli domestici interstatali. American Airlines alzò quindi il costo a $3.000.000, per poi cessare questo titolo di viaggio nel 2003. In seguito, la compagnia aerea revocò questo biglietto a due passeggeri per attività fraudolenta. Steve Rothstein e Jacques de Vroom si erano visti revocare il titolo di viaggio a causa di diverse violazioni sull'uso di esso e per essere costati milioni alla AMR Corporation, l'allora gestore della American Airlines, che infine dichiarò bancarotta nel 2011.

### Comportamento del personale
Un alterco sul volo AA591 da San Francisco a Dallas-Fort Worth fra il personale e i passeggeri fu causato quando un assistente di volo inavvertitamente colpì una madre col passeggino, che sarebbe stato messo in stiva. Un passeggero invitò l'assistente di volo a picchiarsi, prima di essere fermato dal comandante, che gli intimò di sedersi. Anche se il comportamento dell'assistente di volo fu giudicato inaccettabile, American Airlines avvisò i passeggeri che chiunque si fosse comportato in modo violento sarebbe stato fatto sbarcare.

### Disastro ambientale
Fra l'ottobre 1993 e il luglio 1998, American Airlines venne più volte accusata di violazione alle norme ambientali e del Clear Air Act del 1963, avendo utilizzato benzina ad alti livelli sulfurei sui suoi veicoli aeroportuali in dieci scali.

### Fumo in cabina
- Nel 1988 il volo AA132, in atterraggio a Nashville, riportò fumo nella cabina. I piloti ignorarono tale circostanza, credendo che il fumo provenisse dai motori ausiliari, come in casi precedentemente registrati. Tuttavia, tale fumo era risultato dall'impacchettamento inappropriato di materiale pericoloso. Ciononostante, l'aereo non venne evacuato.
- L'11 aprile 2007, dei fumi tossici entrarono in cabina durante il rullaggio verso il gate del volo AA843. Un'assistente di volo fece causa alla Boeing dopo che le venne diagnosticato un disordine neurotossico, con conseguenti perdite di memoria, tremori e mal di testa. Il caso venne risolto nel 2011.
- Nel 2009 Mark Holland, direttore della sezione radiazioni e ambiente dell'APA, avvisò piloti e assistenti di volo della compagnia di una possibile esposizione prolungata a fumi tossici.
- Nel gennaio 2017, sette assistenti di volo in servizio sul volo AA1896 vennero ricoverati in ospedale per l'esposizione a fumi tossici. L'aeromobile in questione, un Airbus A330, venne mandato in manutenzione estensiva, in quanto era la terza volta che si erano verificati episodi simili in tre mesi.
- Nell'Agosto 2018, il personale American Airlines scioperò davanti alla sede centrale di Fort Worth. La protesta era dovuta a una modifica sulle procedure di malattia, lamentandosi che l'esposizione a passeggeri malati, fumi, radiazioni ed altre cose, causavano la malattia di diversi impiegati. Nel gennaio 2019, due piloti e tre assistenti di volo sul volo AA1897 da Filadelfia a Fort Lauderdale vennero ricoverati in ospedale dopo essere stati esposti a strani odori.

### Discriminazione razziale
Nel 2017 la National Association for the Advancement of Colored People avvisò i cittadini afroamericani di prestare particolare cautela durante i voli operati da American Airlines, a causa di quattro incidenti separati:
- Tamika Mallory, un'attivista afroamericana, è stata cacciata da un volo American Airlines da Miami a New York, in seguito a una discussione con un'agente di imbarco riguardo al suo posto a sedere. Il comandante del volo, una volta sentita la discussione, decise di negare l'imbarco a Mallory. La situazione era nata da un errore della compagnia aerea, che aveva reso non disponibile l'upgrade della donna su un altro posto, per cui le fu riassegnato il precedente posto. Una volta saliti a bordo, il comandante del volo chiamò la polizia, con 12 agenti che scortarono Tamika Mallory e un compagno di viaggio della donna, che non era coinvolto nella situazione.
- Un passeggero afroamericano in partenza da Washington e diretto a Raleigh-Durham è stato cacciato da un volo American Airlines, in quanto aveva reagito allo scherno e provocazione razzista da parte di due passeggeri.
- Il 2 maggio 2017 Rane Baldwin, afroamericana, e l'amica Janet Novack, bianca, furono coinvolte in uno spiacevole episodio. Baldwin, che aveva uno status avanzato con American Airlines, aveva pagato per due posti di prima classe. Tuttavia, una volta a bordo, la donna venne spedita in Economy, mentre la Novack venne condotta in prima classe. L'assistente di volo aveva detto alla Baldwin che non c'erano abbastanza posti in prima classe. Il comportamento degli assistenti di volo era stato considerato discriminatorio, con la Baldwin ignorata per buona parte del volo. La Novack, che chiese spiegazioni, si sentì dire che lei viaggiava in prima classe perché associata con Rane Baldwin. La American Airlines negò alcun comportamento razzista, dicendo che era stato un errore di sistema, e che la signora Novack era rimasta in prima classe come gesto di buona volontà, siccome nessun upgrade era stato effettuato. Tuttavia, si scusarono per l'errore.
- Nel 2017 una donna afroamericana venne cacciata da un volo American Airlines per aver richiesto il passeggino del figlio all'atto dello sbarco.[60]